# Srbi u Albaniji
Srbi u Albaniji su jedna od tradicionalnih etničkih skupina u toj državi. 

## Povijest
Srbi imaju dugu tradiciju na teritoriju današnje Albanije, koja je tijekom povijesti bila djelomično ili u potpunosti dio srpskih srednjovjekovnih država.

## Položaj Srba u Albaniji
Tijekom vladavine kralja Zoga i Envera Hoxhe, vršena je prisilna asimilacija i progon nealbanskog stanovništva, pa tako i Srba. Uništavane su crkve, manastiri i drugi spomenici kao svjedočanstvo postojanja srpskog stanovništva u Albaniji. Srbima su prisilno davana albanska imena i prezimena i ukidano pravo na vjeru, naciju, jezik i kontakt s maticom. Tek je 2000. godine Srbima dozvoljeno da svojoj djeci daju nealbanska imena, ali ne i prezimena.
Danas su Srbi zajedno s Crnogorcima u Albaniji priznati kao jedna srpsko-crnogorska nacionalna manjina.

### Obrazovanje
U Albaniji je 1925. godine postojala škola na srpskom jeziku, ali je dekretom kralja Zoga ona zatvorena 1935. godine. Tek je 2008. godine ponovno otvorena srpska škola, odnosno tečaj srpskog jezika, u Skadru, kada je albanska vlada odobrila izvođenje nastave na srpskom jeziku. Planirano je otvaranje još jedne škole u Fieru u sklopu srpske udruge "Jedinstvo".

## Stanovništvo
Ne postoji točan podatak o broju Srba u Albaniji, jer je desetljećima bilo zabranjeno isticati pripadnost nekom drugom narodu osim albanskom, pa tako ni službena statistika Albanije ne vodi evidenciju o pripadnicima drugih etničkih skupina. Procjena je da u Albaniji živi oko 30.000 Srba i Crnogoraca.

## Poznati Srbi iz Albanije
- Kosta Miličević, slikar
- Millosh Gjergj Nikolla, pjesnik i pisac
- Vojo Kushi, narodni heroj
- Anastas Bocarić, slikar
- Đorđe Berović, časnik u osmanskoj vojsci, guverner Krete i princ Samosa